# Nightswimming
Nightswimming è un brano della band statunitense R.E.M.. La canzone è il quinto singolo estratto dall'ottavo album della band Automatic for the People (1992).
È stato pubblicato su 7" con retro una versione live di  Losing My Religion registrata al Mountain Stage il 28 aprile 1991 ed in formato 12" con in aggiunta 3 brani diversi registrato live lo stesso giorno.

## Tracce

### 7" Single
1. Nightswimming – 4:16
2. Losing My Religion (live) – 4:55

### 12" e CD Maxi-Single
1. Nightswimming – 4:16
2. World Leader Pretend (live) – 5:16
3. Belong (live) – 4:40
4. Low (live) – 4:59

## Classifiche
| Classifica (1993) | Posizione massima |
| ----------------- | ----------------- |
| Germania          | 93                |
| Irlanda           | 18                |
| Nuova Zelanda     | 48                |
| Regno Unito       | 27                |